# Thur (France)
Pour les articles homonymes, voir Thur.
La Thur [tyʁ] est une rivière alsacienne de la région Grand Est, affluent  de rive gauche de l'Ill. Elle est voisine de la Doller située dans la vallée de Masevaux. Elle irrigue une vallée industrielle orientée vers l'est sur le flanc sud du Grand Ballon. Sa pollution lui a valu de bénéficier en 1983 du premier contrat de rivière en France.

## Géographie

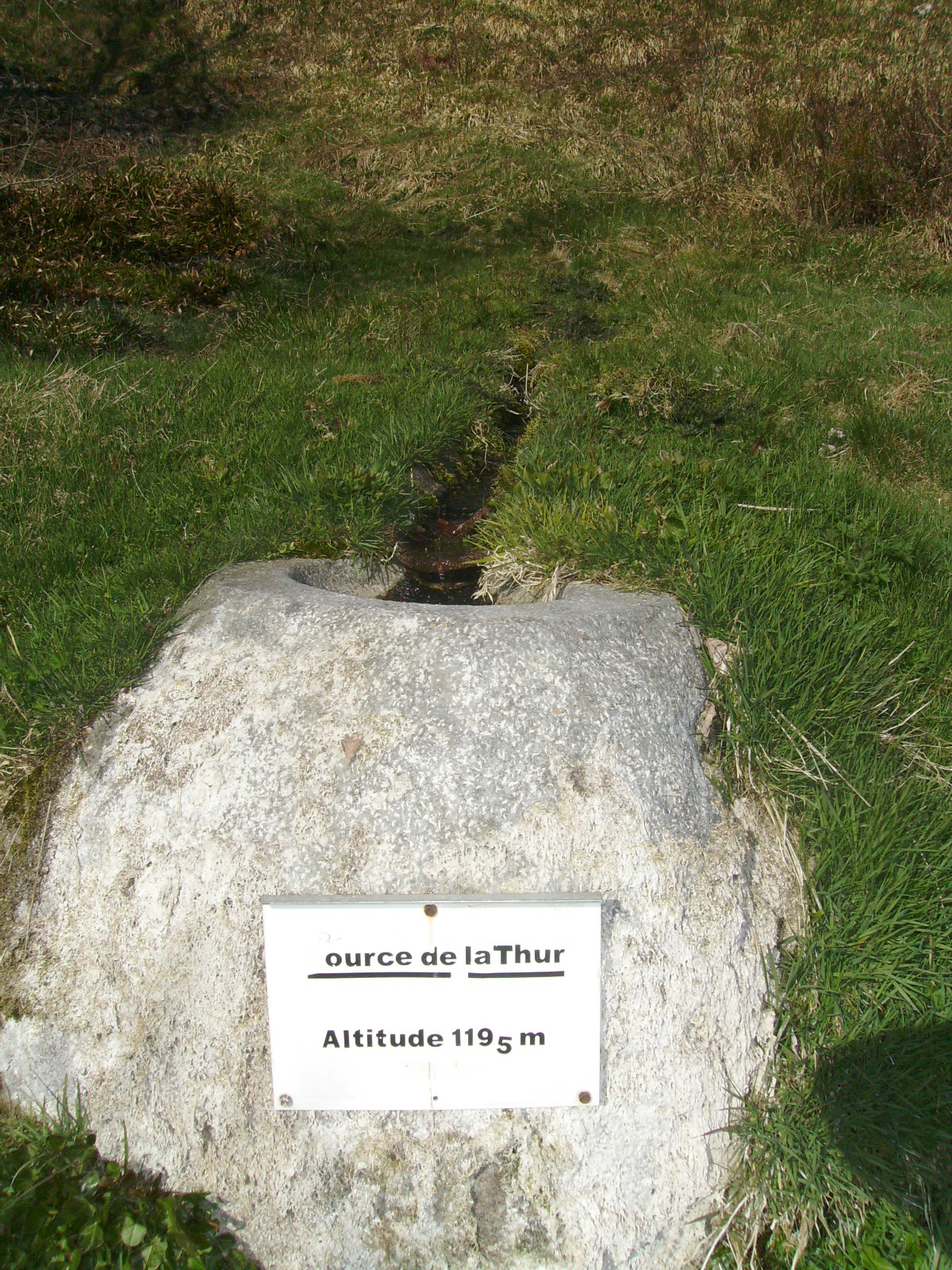
Source de la Thur.

La longueur de son cours d'eau est de 53,3 km.
La rivière naît sur le versant occidental du Rainkopf, sur la commune de Wildenstein, à 1 195 mètres d'altitude. Depuis 1964, un barrage édifié à Kruth régularise son débit lors de la fonte des neiges ; la retenue générée est connue sous le nom de lac de Kruth-Wildenstein.
La Thur baigne notamment Saint-Amarin, Thann et Vieux-Thann avant de déboucher dans la plaine d'Alsace à Cernay et d'obliquer vers le nord-est, le cours principal venant se jeter dans l'Ill en aval d'Ensisheim, à 210 mètres d'altitude, tandis qu'un bras appelé « vieille Thur » s'oriente vers le nord et rejoint la Lauch après avoir longé Rouffach en aval de Pfaffenheim puis se jette dans l'Ill qui rejoint le Rhin.

### Communes et cantons traversés

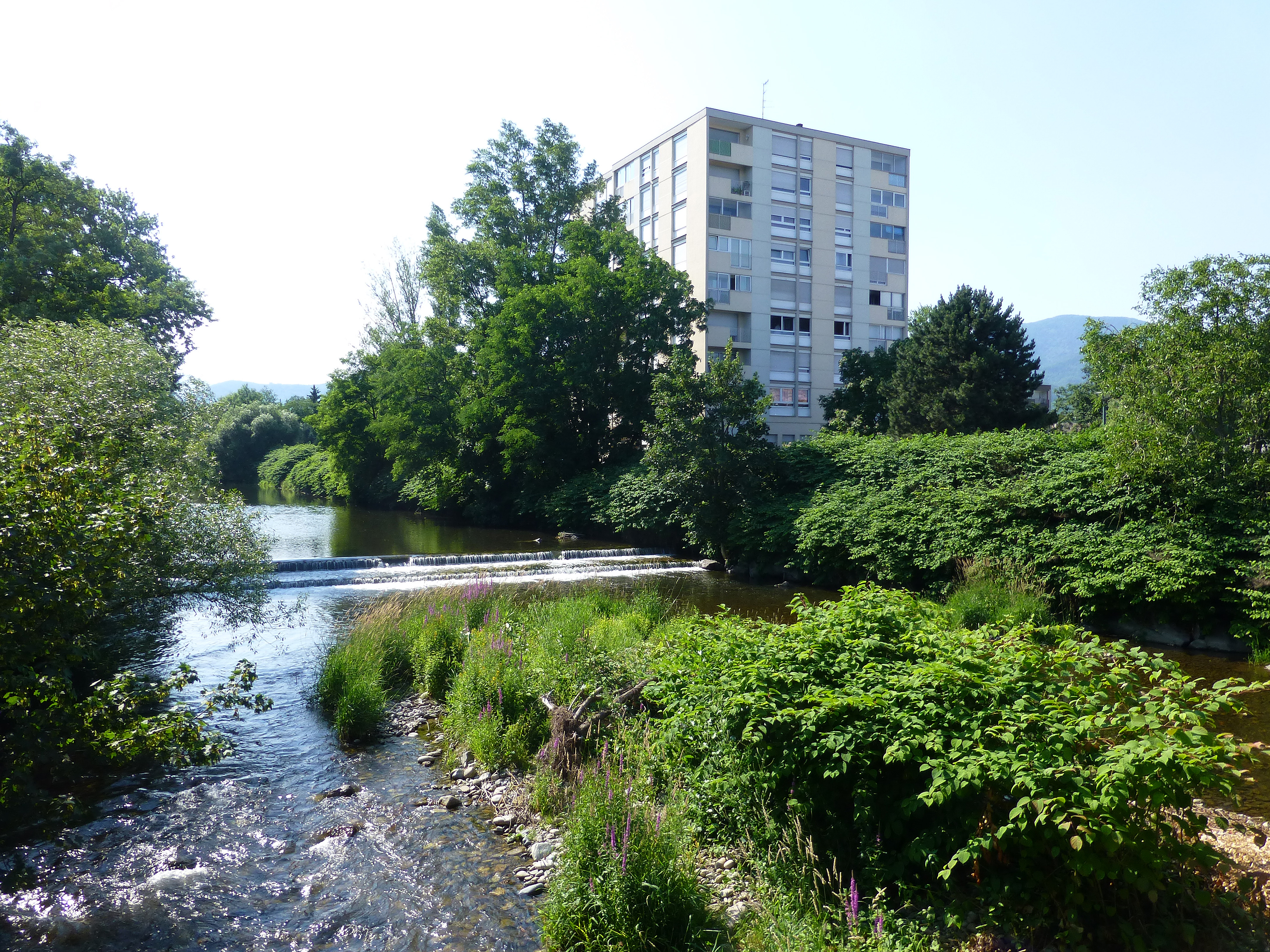
La Thur à Cernay.

Dans le seul département du Haut-Rhin, la Thur traverse, dans cinq cantons, les vingt communes suivantes, de l'amont vers aval, de Wildenstein (source), Kruth, Oderen, Fellering, Husseren-Wesserling, Ranspach, Mitzach, Saint-Amarin, Malmerspach, Moosch, Willer-sur-Thur, Bitschwiller-lès-Thann, Thann, Vieux-Thann, Cernay, Wittelsheim, Staffelfelden, Pulversheim, Ungersheim, Ensisheim (confluence).
Soit en termes de cantons, la Thur prend sa source dans le canton de Cernay, traverse le canton de Wittenheim et conflue dans le canton d'Ensisheim, dans les deux arrondissement de Thann-Guebwiller et arrondissement de Mulhouse, et dans la seule intercommunalité collectivité européenne d'Alsace.

### Toponyme
La Thur a donné son nom à une commune, Willer-sur-Thur.

### Bassin versant
La Thur traverse huit zones hydrographiques,.

## Affluents

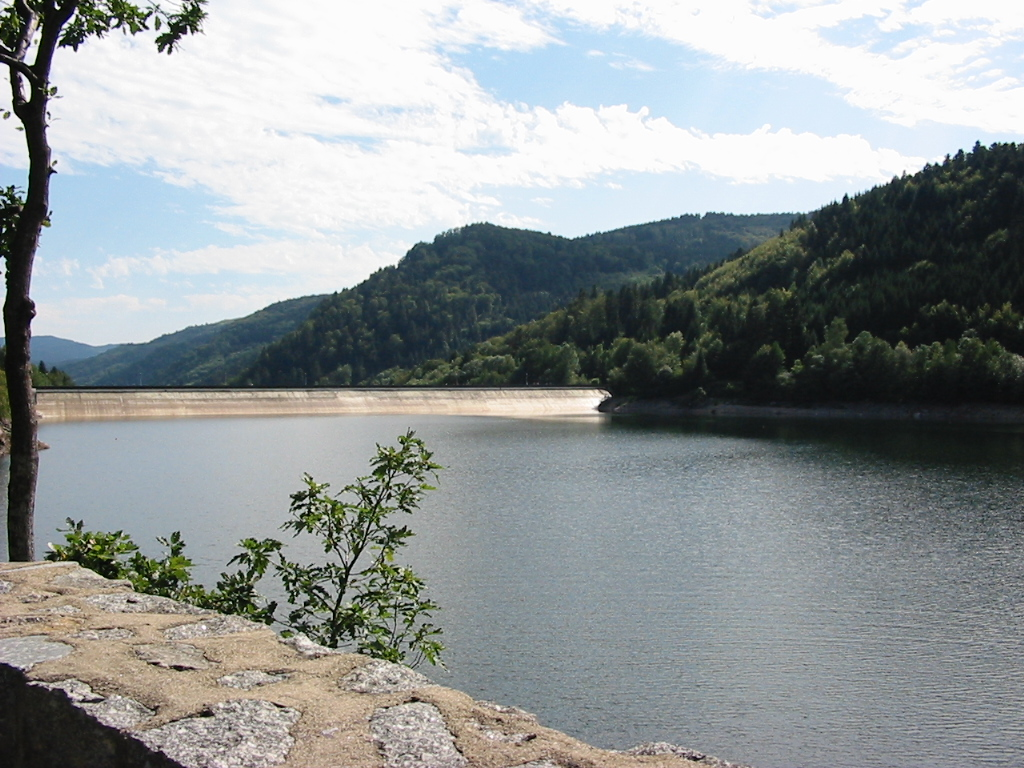
Le barrage de Kruth-Wildenstein du lac de Kruth-Wildenstein.

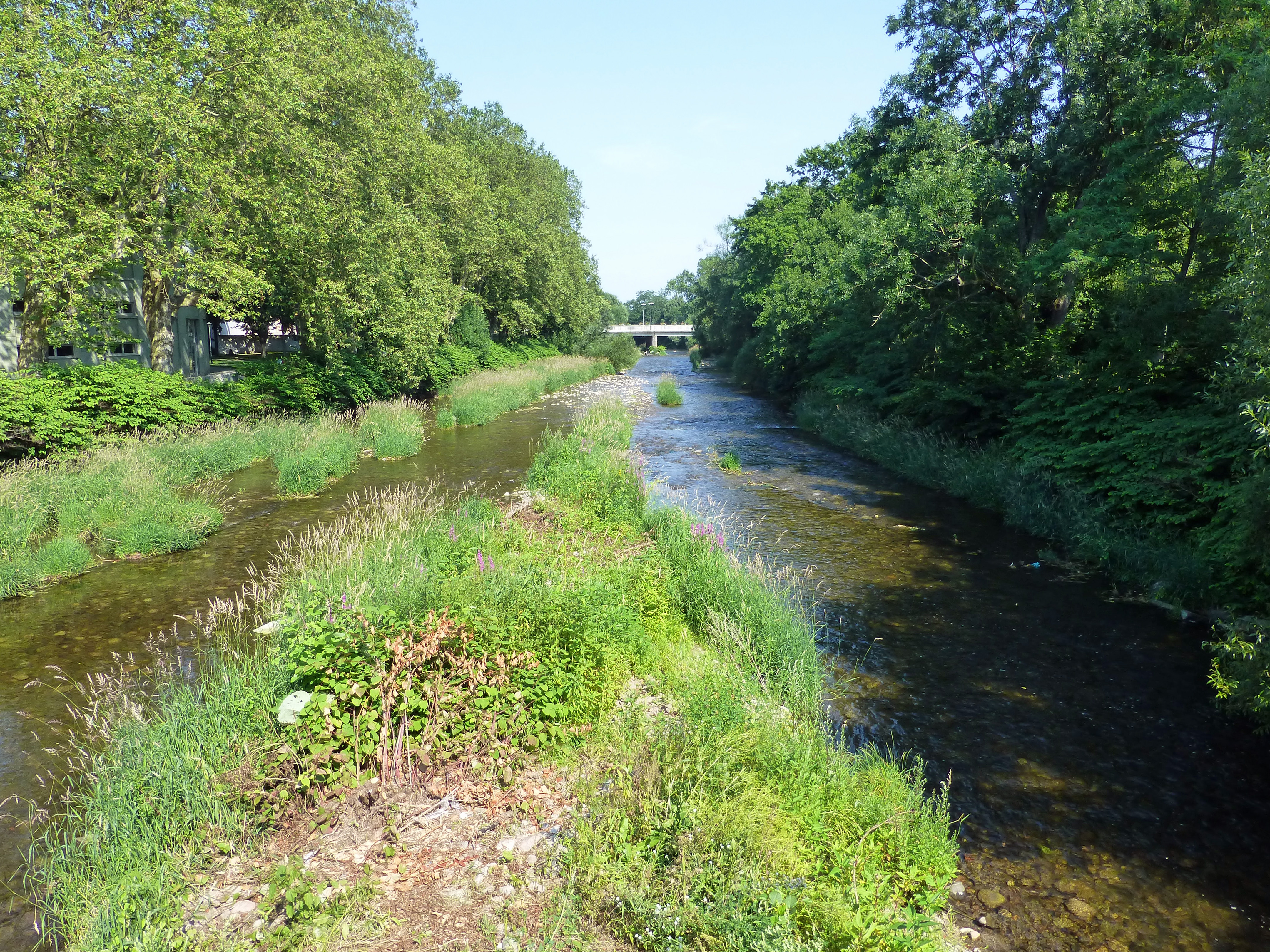
La Thur à Cernay.

La Thur a vingt-trois affluents référencés et davantage renseigné par Géoportail :
- le Lawinenrunz (rg[note 2]) 1,1 km sur la seule commune de Wildenstein avec un affluent:
  - le Hertzrunz[4] (rd) sur la seule commune de Wildenstein
- le Bramontrunz ou Wollengraben(rd) sur la seule commune de Wildenstein
- le  Grand Hasenlochrunz (rd)sur la seule commune de Wildenstein
- le  Kleinrunz (rg)sur la seule commune de Wildenstein
- le Grossrunz (rg) sur les deux communes de Wildenstein et Kruth avec 1 affluent :
  - l'  Erlenbachrunz (rd) les deux communes de Wildenstein et Kruth
- le Petit Hasenlochrunz (rd) sur la seule commune de Wildenstein
- le ruisseau de l'Hinter Bockloch  ou le Hitererbocklochrunz (rd) 2,6 km sur la seule commune de Kruth qui se jette au début du lac de Kruth-Wildenstein à l'altitude 545 mètres.
- le ruisseau du Vorder Bockloch ou le Vordererbocklochrunz (rd) 1,6 km sur la seule commune de Kruth qui se jette dans le lac de Kruth-Wildenstein.
- le  Rietlehrunz (rg) sur la seule commune de Kruth qui se jette dans le lac de Kruth-Wildenstein
- le Tieferunz (rd) 1,4 km sur la seule commune de Kruth qui se jette dans le lac de Kruth-Wildenstein.
- le ruisseau Heidelbeerenloch (rd) 2 km sur les deux communes de Kruth et Fellering qui se jette dans le lac de Kruth-Wildenstein.
- le  Bourbachrunz (rd)sur la seule commune de Wildenstein rejoint la Thur après le barrage de Kruth-Wildenstein, avec 1 affluent:
  - le Frenzlochrunz (rd) 1,7 km sur les deux communes de Fellering et Kruth,
- le  Griebgrabenrunz (rg) sur la seule commune de Kruth
- le Runscherunz (rg) 4,8 km sur la seule commune de Kruth, avec un affluent mais de rang de Strahler trois[6].
  - le Schaffertrunz (rd) sur la seule commune de Kruth
  - le Glaserrunz (rg)3,2 km  sur les deux communes de Kruth et Oderenavec 3 affluents:
    - le  Hundrunz (rd) sur les deux communes de Kruth et Oderen
    - le Steinlerunz[4] (rg) 2,5 km sur les deux communes de Kruth et Oderen.
    - le Trehlochrunz (rg) 1,7 km sur les deux communes de Kruth et Oderen.
- Ruisseau de Saint Nicolas ou le Werschbach (rd) sur les communes de Fellering, Oderen et Kruth.
- le Durembach (rg)3,1 km sur la seule commune d'Oderen avec trois affluents:
  - le Gottrunz[4] (rg)  sur la seule commune d'Oderen, avec deux affluents :
  - le Schalmrunz (rg) 1,2 km sur les deux communes de Fellering et Oderen.
  - le Tscharrunz (rd) sur la seule commune d'Oderen
- le Rammersbach (rd) 5,3 km sur la seule commune de Fellering avec un affluent:
  - le Hagersbach (rd) sur la seule commune de Fellering.
- le Seebach (rd) 7,6 km sur les quatre communes de Fellering, Husseren-Wesserling, Storckensohn, et Urbès avec trois affluent :
  - le Mahrelrunz (rg) sur la seule commune de Urbès.
  - le  Bruckenbach[4] (rd) 4,8 km sur la seule commune de Urbès.
  - le ruisseau du Vert Gazon (Grunwasenrunz) ou le Langenmattrunz (rd) sur les deux communes de Storckensohn et Urbès.
- le Siebachrunz (rg) sur la seule commune de Fellering
- le Mollaubach (rd) 5,8 km sur les deux communes de Husseren-Wesserling et Mollau avec cinq affluents :
  - le Rimbachrunzsur la seule commune de Mollau
  - leBelackerrunz sur la seule commune de Mollau
  - le Fassmattrunz (rd) 2 km sur la seule commune de Mollau.
  - le Moschbach (rg) sur la seule commune de Mollau.
  - le Ruetzenbachrunz (rd) sur les deux communes de Husseren-Wesserling et Mollau
- le Dorfbach de Ranspach (rg) sur la seule commune de Ranspach avec trois affluent:
  - le Farcellrunz  sur la seule commune de Ranspach,
  - le Bruscherunz sur la seule commune de Ranspach avec un affluent:
    - le Hirtzengrabenrunz sur la seule commune de Ranspach

  - le  Langenrunz sur la seule commune de Ranspach
- le Dorfbach (rd) 4,4 km sur les deux communes de Mitzach et Saint-Amarin avec neuf affluents :
  - le Rothrunz sur la seule commune de Mitzach.
  - le Wartrunz (rd) sur la seule commune de Mitzach.
  - le Kuenbachrunz (rg) sur la seule commune de Mitzach.
  - le Kleebachrunz (rd) sur la seule commune de Mitzach.
  - le Grundholtzrunz (rd) sur la seule commune de Mitzach
  - l' Entzerbach (rg) sur la seule commune de Mitzach
  - le Braunrunz (rg) sur la seule commune de Mitzach
  - le  Baechelrunz (rg) sur la seule commune de Mitzach
- le Hirschenbach (rd) sur la seule commune de Saint-Amarin.
- le  Vogelbach (rg) sur la seule commune de Saint-Amarin avec trois affluents:
  - le Altvogelbachrunz ou le Mordfeldrunz sur la seule commune de Saint-Amarin
  - le Weisserudelrunz sur la seule commune de Saint-Amarin
  - le Finsterbach sur la seule commune de Saint-Amarin
- le Kleinrunz sur la seule commune de Malmerspach
- le Waldrunz (rd) 5,2 km sur la seule commune de Moosch avec cinq affluents:
  - le  Kuhlbachrunz (rg) sur la seule commune de Moosch,
  - le Rossbergrunz (rd) sur la seule commune de Moosch
  - le Schweybachrunz (rd) sur la seule commune de Moosch
  - le Kuhlbach (rd) sur la seule commune de Moosch
  - le Sertbachrunz (rg) sur la seule commune de Moosch
  - le Holdersbach (rd) sur la seule commune de Moosch
  - le  Nodersbach (rd) sur la seule commune de Moosch
- le Bachmattrunz (rg) 3,9 km sur les deux communes de Geishouse et Moosch.
- le Altrainrunz (rd) 3,4 km sur la seule commune de Willer-sur-Thur.
- le Wissbach[4] (rg) 7,6 km sur les deux communes de Geishouse et Willer-sur-Thur s'appelant en partie haute l'Altenbachrunz avec trois affluents :
  - le  Rennenbachrunz (rg) 2,1 km sur les deux communes de Goldbach-Altenbach et Willer-sur-Thur[7].
  - le Mittelbachrunz[4] (rg) 4,1 km sur les deux communes de Goldbach-Altenbach et Willer-sur-Thur.
  - le Kuhlaegerunz[4] (rg) 3,4 km sur la seule commune de Willer-sur-Thur avec un affluent:
    - le Langerrunz (rg) sur la seule commune de Willer-sur-Thur
- le ruisseau le Kerlen (rg) 5,2 km sur la seule commune de Bitschwiller-lès-Thann, avec trois affluents :
  - l'  Anken (rg) sur la seule commune de Bitschwiller-lès-Thann
  - le Steinkloetz (rg) 1,4 km sur la seule commune de Bitschwiller-lès-Thann.
  - l'  Allenbourn (rg) 1,5 km sur la seule commune de Bitschwiller-lès-Thann.
- le Grumbach (rd) 1,2 km sur la seule commune de Thann.
- le Finsterbach[4] (rd) 2,8 km sur la seule commune de Thann, encore appelé Kattenbachruntz.
- le Steinbyrunz[4] (rg) 4,7 km sur la seule commune de Thann.
- Le  Zuhrenrunz (rg) sur les deux communes de Steinbach et de Vieux-Thann
- l'Ertzenbach (rg) 8,9 km, sur les communes de Uffholtz, Vieux-Thann, Steinbach et Cernay.
- l'Egelbach (rg) 8,9 km, (appelé le  Schmittenrunz en partie amont) sur les communes de Uffholtz, Cernay, Wittelsheim et Staffelfelden (très peu).
- l' Allmendbaechlé (rg) 7,4 km (appelé Silberlochrunz en amont), sur les communes de Wattwiller, Uffholtz et Wittelsheim avec un affluent:
  - le Rechenbaechlé (rd) 6,9 km (appelé Le Siehlbaechlé en amont) sur les communes de Wattwiller, Uffholtz et Wittelsheim avec un affluent:
    - le Fluhbaechlé (rd) 1,7 km sur la seule commune de Wattwiller.
- la rivière la Vieille Thur (rg) 25,9 km sur onze communes avec quatre affluents référencés ou plutôt trois et le défluent la Thur.
- Le Viedrunz (rd) sur les deux communes de Pulversheim et Ensisheim

### Rang de Strahler
Donc le rang de Strahler de la Thur est de quatre.

## Hydrologie
La Thur est une rivière fort abondante, comme l'ensemble des cours d'eau dévalant du massif vosgien. Son régime hydrologique est dit pluvio-nival.

### La Thur à Pulversheim
Son débit a été observé durant une période de 33 ans (1974-2007), à Pulversheim, localité du département du Haut-Rhin située à peu de distance de son confluent avec l'Ill, à 232 m d'altitude. Le bassin versant de la rivière y est de 250 km2 (soit sa presque totalité qui fait 262 km2).
Le module de la rivière à Pulversheim est de 6,05 m3/s.
La Thur présente des fluctuations saisonnières de débit assez marquées, comme bien souvent dans le bassin de l'Ill correspondant à la partie orientale du massif vosgien. Les hautes eaux se déroulent en hiver et se caractérisent par des débits mensuels moyens allant de 9,68 et 11,50 m3/s, de décembre à mars inclus (avec un maximum en janvier). Dès le mois d'avril le débit baisse nettement puis progressivement tout au long du printemps, et ce jusqu'aux basses eaux d'été qui ont lieu de juillet à septembre, entraînant une baisse du débit moyen mensuel allant jusqu'à 1,89 m3/s au mois d'août, ce qui reste assez consistant. Mais les fluctuations de débit sont bien plus prononcées sur de plus courtes périodes ou d'après les années.

### Étiage ou basses eaux
À l'étiage, le VCN3 peut chuter jusque 0,410 m3/s, en cas de période quinquennale sèche, soit 410 litres par seconde, ce qui n'est pas excessivement sévère, notons-le.

### Crues
Les crues peuvent être très importantes compte tenu de la taille modeste de la rivière et de son bassin versant. Les QIX 2 et QIX 5 valent respectivement 66 et 95 m3/s. Le QIX 10 est de 110 m3/s, le QIX 20 de 130 m3/s et le QIX 50 de 160 m3/s.
Pour se faire une idée de l'importance de ces débits, on peut les comparer à ceux d'un affluent de la Seine à l'ouest de Paris, l'Eure (à Louviers), qui roule en moyenne 26,2 m3 sur un territoire de 5 935 km2. Le QIX 10 de l'Eure en fin de parcours vaut 96 m3 (contre 120 pour la Thur) et son QIX 20 se monte à 110 m3 (contre 140 pour la Thur). Ainsi malgré un bassin plus ou moins vingt fois moins vaste et un débit moyen de moins du quart, le volume des crues de la Thur est supérieur au volume de celles de l'Eure.
Le débit instantané maximal enregistré à Pulversheim durant cette période débutant en 1974, a été de 153 m3/s le 14 janvier 2004, tandis que la valeur journalière maximale était de 126 m3/s le 15 février 1990. En comparant la première de ces valeurs à l'échelle des QIX de la rivière, il apparait clairement que cette crue était intermédiaire entre les niveaux de crue vicennale et cinquantennale, et donc destinée à se reproduire tous les 35-40 ans environ. La hauteur maximale instantanée a été de 265 cm le 14 janvier 2004.

### Lame d'eau et débit spécifique
La Thur est une rivière fort abondante, puissamment alimentée par de fortes précipitations dans son aire. La lame d'eau écoulée dans son bassin versant est de 781 millimètres annuellement, ce qui est près de deux fois et demi supérieur à la moyenne d'ensemble de la France tous bassins confondus, et près du double de la moyenne du bassin de l'Ill. Le débit spécifique de la rivière (ou Qsp) atteint le chiffre robuste de 24,7 litres par seconde et par kilomètre carré de bassin.

## Aménagements et écologie

### Hydroélectricité
La Thur alimente sept sites hydroélectriques, tous établis sur un canal de dérivation, dont la puissance maximale brute totale dépasse les 1 300 KW.

### Pêche
C'est grâce à la qualité de ses eaux et à son exceptionnel peuplement en truites fario sauvages, que la Thur a été choisie pour accueillir l'un des cinq sites du championnat du monde de pêche à la mouche, en 2002 et aussi pour le championnat de France en 2016.

### AAPPMA's
La Thur est gérée par les deux AAPPMA de la Haute-Thur et de la Vallée de la Thur,.

## Galerie

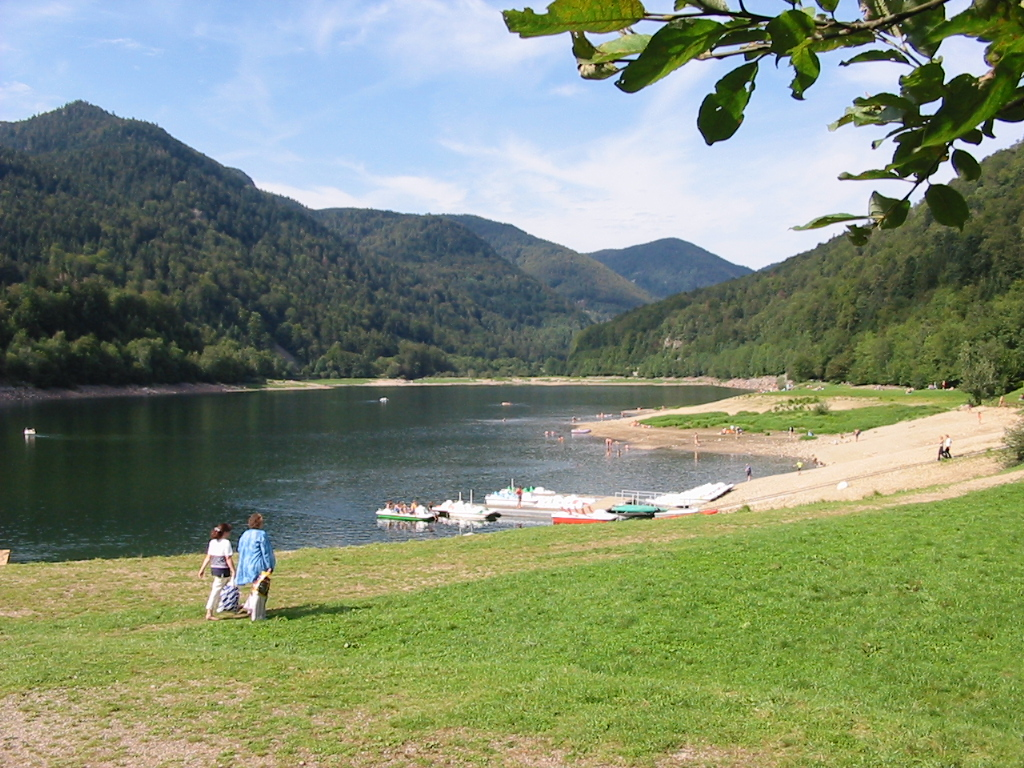
Tourisme au bord du lac de Wildenstein.
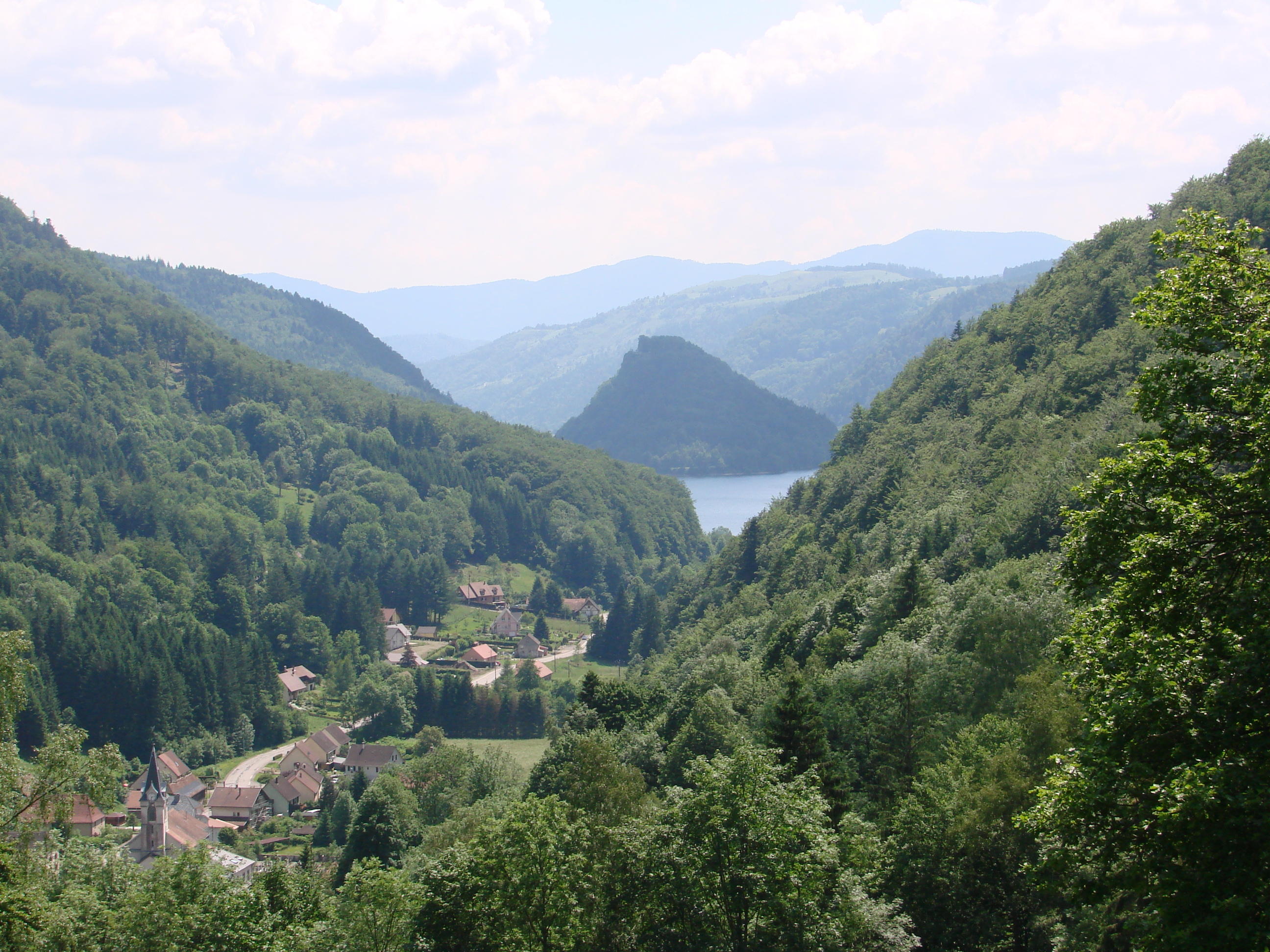
Début de la vallée de la Thur, village de Wildenstein, lac de Wildenstein, Schlossberg.
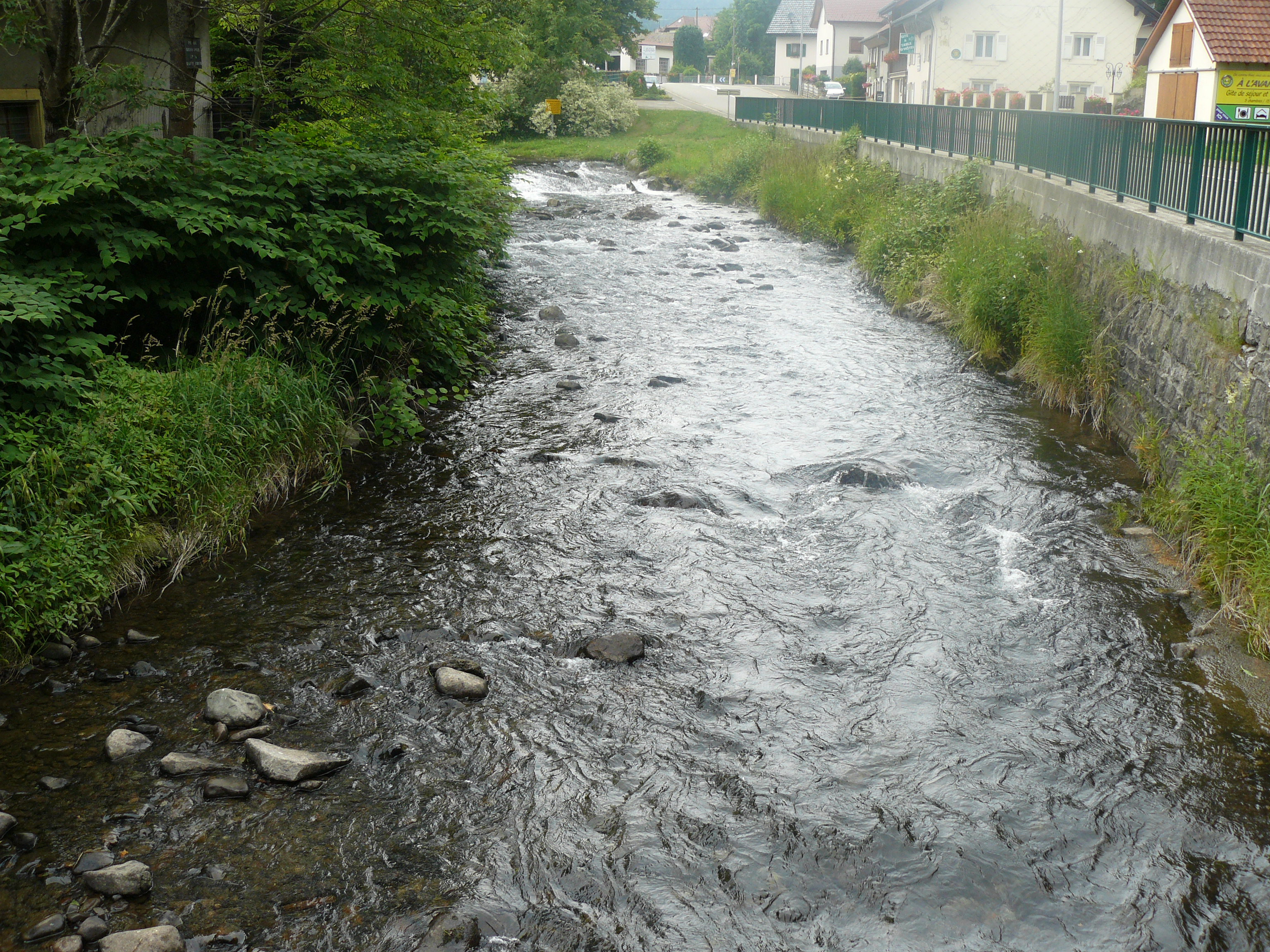
La Thur à Kruth.